# Ismaïl ibn Chouab
Ismaïl al-Tiflisi, aussi connu sous le nom de Ismaïl ibn Chouab, est le premier gouverneur connu de l'Émirat de Tbilissi, un État arabe médiéval au sein de la Géorgie. Son règne, qui dure de la fin du VIIIe siècle à 813, est documenté par l'historien Al-Yakubi et est largement occupé par ses révoltes contre le Califat abbasside.

## Biographie
Ismaïl est le premier représentant connu de la dynastie des Chouabides, une famille arabe puissante résidant à Tbilissi depuis l'invasion arabe des années 730. Il est possible qu'il soit le fils de Saïd ibn al-Khayyam ibn-Chouib, un commandant militaire arabe qui mène des expéditions dans le Kartli vers la fin du VIIIe siècle,et le frère aîné de Ali ibn Chouab al-Tiflisi.
À une date inconnue, probablement vers la fin du VIIIe siècle, Ismaïl est nommé, possiblement par le calife abbasside Hâroun ar-Rachîd, comme émir al-Tiflisi, dirigeant l'administration arabe au cœur des territoires géorgiens. Il devient ainsi le premier émir connu de Tbilissi. Il est aussi possible que son règne coïncide avec le martyre d'Abo de Tbilissi, un chrétien condamné par les autorités de l'émirat pour propager la foix de l'Eglise orthodoxe géorgienne.
Ismaïl al-Tiflisi doit faire face à la montée d'ambition de la dynastie des Bagrations, dont le prince Achot gouverne une série de territoires s'étendant du sud-ouest au centre de la Géorgie et isole l'émirat de Tbilissi. Ismaïl s'allie alors au Chorévêque de Kakhétie Grigol et aux tribus montagnardes de la Transcaucasie orientale et entre en guerre contre Achot, qui parvient à les vaincre lors de la Bataille de Ksani.
En 809, à la suite de la mort d'Hâroun ar-Rachîd, il utilise le conflit de succession à Bagdad pour se révolter contre le Califat abbasside. Toutefois, une expédition militaire de Muhammad ibn Harun al-Amin le contraint à rejoindre le califat. Quatre ans plus tard, après la conquête du trône abbasside par Al-Ma’mūn, il se révolte à nouveau, encore une fois aidé par Grigol de Kakhétie. Al-Ma’mūn reconnait alors Achot Bagration comme prince d'Ibérie et le charge d'expulser Ismaïl de Tbilissi.
En 813, Ismaïl ibn Chouab disparait de l'histoire et est remplacé par Mohammed ibn Atab.